# Mehu
Mehu war ein altägyptischer Wesir, der am Ende der 5. und am Beginn der 6. Dynastie lebte und amtierte (um 2350 v. Chr.).
Mehu trug eine Reihe wichtiger Titel. Er war unter anderem „Wesir, Vorsteher aller Arbeiten des Königs“ und „Vorsteher der Wirtschaftsbetriebe“. Mehu war mit Nebet und mit der „leiblichen Königstochter“ Neferkaus/Iku verheiratet. Seine Eltern sind unbekannt. Sein Sohn Hetepka I., dessen Sohn Hetepka II. sowie sein Bruder Iynefert/Sanef hatten ebenfalls das Amt des Wesirs inne. Mehu war damit Begründer oder zumindest Mitglied einer Familie, die über mehrere Generationen die höchsten Staatsmänner stellte.

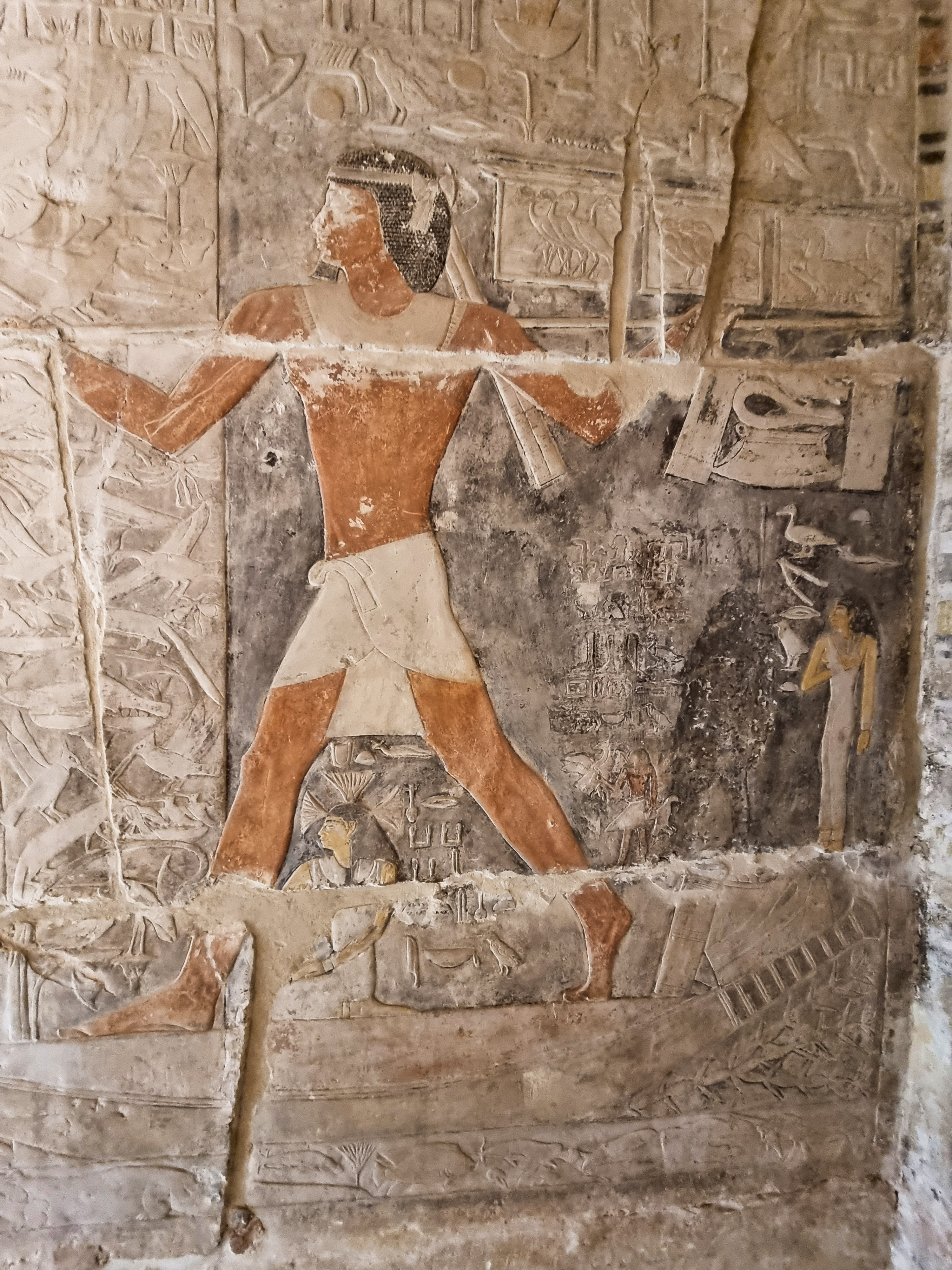
Relief aus dem Grab des Mehu, Mehu bei der Jagd auf einem Boot

Mehu ist vor allem von seinem großen Mastabagrab in Sakkara bekannt. Diese Anlage besteht aus einem großen Innenhof mit zwei Säulen und einigen weiteren Räumen. Dieser Bau ist besonders wegen seiner auch farblich gut erhaltenen Reliefs bemerkenswert. Sie zeigen die üblichen landwirtschaftlichen Szenen, Werkstätten, Mehu im Papyrusdickicht und zahlreiche Opfergabenbringer vor dem Grabinhaber. Die unterirdische Grabkammer war ausgemalt.
In der Mastaba findet sich keine Biographie, die es erlauben würde Mehu genau zu datieren. Seine Grabanlage liegt nahe der Pyramide des Unas, und es wird vermutet, dass er seine Amtszeit unter diesem Herrscher begann. Im Grab wird auch König Teti II. genannt, unter dem er vermutlich noch amtierte. Schließlich wird sogar Pepi I. erwähnt, doch wurde dieser Name vermutlich erst nach dem Tod des Mehu im Grab angebracht. Sollte dieser Königsname jedoch noch zu Lebzeiten von Mehu angebracht worden sein, so war er sicherlich auch unter diesem Herrscher Wesir.